# Maquia – Eine unsterbliche Liebesgeschichte
Maquia – Eine unsterbliche Liebesgeschichte (japanisch さよならの朝に約束の花をかざろう Sayonara no Asa ni Yakusoku no Hana o Kazarō, deutsch ‚Lasst uns am Morgen des Abschieds mit den versprochenen Blumen schmücken‘, kurz: さよ朝 Sayoasa) ist ein japanischer, animierter Fantasy-Film aus dem Jahr 2018, animiert vom Studio P.A. Works unter der Regie und mit dem Drehbuch von Mari Okada. 
Für das Charakterdesign war Yuriko Ishii basierend auf den Entwürfen von Akihiko Yoshida zuständig, und für die Musik Kenji Kawai. Der Film ist das Regiedebüt von Okada und die erste eigenständige Kinoproduktion in Spielfilmlänge von P.A. Works.
Der Film kam am 24. Februar 2018 in die japanischen Kinos und feierte außerhalb Japans am 4. März 2018 beim Glasgow Film Festival seine internationale Premiere.
Der deutschsprachige Kinostart wurde vom deutschen Lizenznehmer Universum Anime für den 16. und 19. Mai 2019 unter dem Titel Maquia – Eine unsterbliche Liebesgeschichte mit deutscher Synchronisation in rund 150 deutschen und österreichischen Kinos als Eventprogrammierung angekündigt, je nach Standort auch zusätzlich auf Japanisch mit deutschen Untertiteln. Am 9. August 2019 erschien der Film in der deutschen Fassung auf DVD und Blu-ray.

## Handlung
Das Volk der Iorph lebt weit entfernt von der Welt der Menschen und verbringt seine Tage damit, Hibiol zu weben, spezielle Tücher, die als schriftliche Chronik für das Vergehen der Zeit dienen. Sie altern deutlich langsamer als normale Menschen und haben die Fähigkeit, Hunderte von Jahren zu leben. Maquia, ein junges Waisenmädchen, dient der Meisterin der Iorph, Lashinu, als Assistentin. Diese warnt Maquia davor, emotionale Bindungen zu anderen Menschen einzugehen, da sie dann wissen wird, was wahre Einsamkeit ist.
Bald darauf schickt das benachbarte Königreich Mezarte bewaffnete Soldaten auf dem Rücken von fliegenden Drachen, den Renato-Drachen, zu den Iorph. Da die Soldaten das Geheimnis ihrer Langlebigkeit nicht finden können, greifen sie an, töten viele Iorph und nehmen eine Freundin von Maquia, Lelia, als Gefangene. Einer der Renato-Drachen verfällt der „Rotaugen“-Seuche und wird während des Angriffs rasend. Er verwickelt sich in Hibiol-Tücher, flieht aus dem Dorf und schleppt dabei Maquia mit sich, die sich ebenfalls in dem Stoff verfangen hat. Nach einem längeren Flug stürzt der Drache schließlich in einem Wald im Menschenreich ab und stirbt. Maquia findet in einem Zelt, dessen Besitzer überfallen worden sind, neben dem betrunkenen, halb-iorphen Händler Balou einen neugeborenen Jungen, der in den Armen seiner verstorbenen Mutter festgehalten wird. Da sie ihn nicht sterben lassen will, befreit sie ihn aus den Armen der Toten und beschließt, ihn als ihren Sohn aufzunehmen. Sie erreicht das Dorf Helm, wo eine Bauernfrau, Mido, sie aufnimmt und sie zusammen mit ihren beiden Söhnen Lang und Deol großzieht. Maquia nennt ihren Adoptivsohn Erial.
Die Zeit vergeht und Erial ist von einem Baby zu einem Kind gewachsen. Das Königreich Mezarte hatte einst seine Stärke und seinen Ruf auf dem Besitz der alten Renato-Drachen aufgebaut, doch die Renato-Drachen fangen an auszusterben, da sie der „Rotaugen“-Seuche erliegen – mittlerweile sind nur noch weniger als zehn der Drachen am Leben. Aus Angst vor dem unvermeidlichen Verlust an Macht und Einfluss versucht der König von Mezarte, in Besitz einer anderen alten und legendären Macht, der Langlebigkeit der Iorph, zu kommen, was zu seinem Versuch führt, Iorph in die königliche Blutlinie einzuführen. Durch eine in ein Hibiol-Tuch eingewebte Nachricht, die sie in einem Geschäft findet, erfährt Maquia, dass Lelia zu einer arrangierten Ehe mit dem Prinzen von Mezarte gezwungen wurde, und reist mit Erial auf einem Schiff in die Hauptstadt von Mezarte, um zu versuchen, sie zu befreien. Auf dem Schiff begegnet sie Krim, einem alten Freund aus ihrer Heimat, Lelias Geliebten, der ebenfalls plant, Lelia zu befreien. Nachdem sie in der Hauptstadt von Mezarte angekommen sind, überfallen die beiden und eine Handvoll anderer Iorph eine königliche Parade, und Maquia kann Lelia kurz befreien, doch Lelia teilt ihr mit, dass sie schon mit dem Kind des Prinzen schwanger ist. Maquia flieht, nachdem Lelia sie dazu gedrängt hat, sie nicht mitzunehmen. Balou, der halb-iorphe Händler hilft Maquia bei der Flucht. Krim ist unbeirrt und beschließt, Lelia weiterhin zu befreien und lässt Maquia zurück. Um sie und Erial zu versorgen, begibt sich Maquia auf eine längere Arbeitssuche.
Einige Jahre vergehen. Maquia und Erial sind unterdessen in die stark industrielle Stadt Dorail gezogen, die von den Eisenschmieden lebt. Maquia arbeitet dort als Kellnerin in einem Restaurant, und der mittlerweile im Teenager-Alter befindliche Erial, der sich aufgrund des immer geringeren Altersunterschieds immer mehr von Maquia distanziert, ist Schmiedearbeiter. Lelia, die immer noch im Palast der Hauptstadt ist, ist eine Gefangene des Königshauses, das sie als überflüssig betrachtet, weil ihre Tochter Medmel keine Anzeichen dafür zeigt, lebensverlängernde Gene der Iorph in sich zu tragen. Seit ihrer Geburt durfte Lelia Medmel nicht mehr sehen, was sie in Verzweiflung zurücklässt. Eines Tages treffen Erial und Maquia im Restaurant zufällig auf Lang, der nun Soldat in Mezartes Armee ist. Ihr Zusammentreffen treibt Erial und Maquia weiter auseinander und veranlasst Erial, ebenfalls in die Armee einzutreten. Kurz nachdem er gegangen ist, wird Maquia von Krim aus ihrem Haus entführt.
Etwa zehn Jahre später ist Erial, der mittlerweile Soldat ist, zurück in die Hauptstadt gezogen und hat Dita geheiratet, ein Mädchen, das er früher im Bauerndorf Helm kennengelernt hat. Sie ist schwanger mit ihrem ersten Kind. In der Zwischenzeit hat Krim die Unterstützung der umliegenden Nationen gewonnen, um Mezarte zu erobern und den König zu stürzen. Krim nimmt die immer noch gefangene Maquia mit sich, er plant, in der Schlacht den Palast zu erreichen, um Lelia befreien zu können. Nachdem die Schlacht ausgebrochen ist, werden Krim und Maquia in einem Wald außerhalb der Hauptstadt voneinander getrennt. Nach einer kurzen Begegnung mit Erial trifft Maquia zufällig auf das Haus von Erial und Dita, wo sie Dita in den Wehen auffindet. Sie hilft, das Baby zu gebären, während Erial weiterkämpft und im Kampf verwundet wird. Maquia sucht dann nach Erial, findet ihn und verabschiedet sich sehr emotional von ihm, bevor sie sich auf den Weg zum Palast macht. Nachdem Krim Lelia im Palast gefunden hat, diese ihn aber abweist, da sie ohne Medmel zu sehen, nicht gehen will, versucht er, sie und sich selbst zu töten, wird jedoch von ihrem Wächter Isor erschossen und stirbt. Als der Kampf mit Mezartes Niederlage endet, kommt Erial zurück in sein Haus, um seine neugeborene Tochter zu treffen. Maquia befreit den letzten lebenden Renato-Drachen aus dem Palast und fliegt mit Lelia davon. Lelia schafft es zuvor noch, sich kurz mit ihrer Tochter Medmel zu treffen, bevor sie abfliegen.
Viele Jahre später kehrt Maquia noch einmal in das Dorf Helm zurück und findet dort Erial als alten Mann auf seinem Sterbebett vor. Seine Nachkommen erzählen ihr von seinem langen, glücklichen und erfüllten Leben. Sie verabschiedet sich ein letztes Mal von Erial, als sie seine Hand hält, während er stirbt. Sie verlässt sein Zuhause, schultert den Schmerz seines Verlustes und weint, während sie sich an die Momente ihres Lebens erinnert, die sie mit Erial verbracht hat. Dann geht sie zu Balou, dem halb-iorphen Händler, zurück, und macht sich mit ihm auf den Weg. Trotz des großen Schmerzes über den Verlust erkennt sie, dass die Liebe zu ihrem Sohn ihr Glück gebracht hat. 
Ein Post-Credit-Bild zeigt, wie die Heimat der Iorph von den überlebenden Iorph und deren Nachkommen, darunter Maquia, Lelia und dem letzten Renato-Drachen, erneut bewohnt wird.

## Synchronisation
Für die deutschsprachige Synchronisation war die Scalamedia GmbH in München verantwortlich. Stephanie Kellner schrieb das Dialogbuch und führte die Dialogregie.
| Charakter | Japanische Synchronsprecher (Seiyū)  | Deutsche Synchronsprecher                           |
| --------- | ------------------------------------ | --------------------------------------------------- |
| Maquia    | Manaka Iwami                         | Kathrin Hanak                                       |
| Erial     | Miyu Irino Yūki Sakurai (als Kind)   | Maximilian Belle Vincent Kuplien (als Kind)         |
| Leylia    | Ai Kayano                            | Stephanie Kellner                                   |
| Krim      | Yūki Kaji                            | Martin Bonvicini                                    |
| Lashinu   | Miyuki Sawashiro                     | Melanie Manstein                                    |
| Lang      | Yoshimasa Hosoya Bin Jo (als Kind)   | Sebastian Winkler Benjamin Weygand (als Kind)       |
| Mido      | Rina Satō                            | Angela Wiederhut                                    |
| Dita      | Yōko Hikasa Yuki Kurimoto (als Kind) | Katharina Schwarzmaier Charlotte Walther (als Kind) |
| Medmel    | Misaki Kuno                          | Madeleine Holzach                                   |
| Isor      | Tomokazu Sugita                      | Stefan Günther                                      |
| Balou     | Hiroaki Hirata                       | Karim El Kammouchi                                  |
| Deol      | Junnosuke Shishido                   | Laurin Lechenmayr                                   |

## Rezeption
Bis März 2019 spielte Maquia – Eine unsterbliche Liebesgeschichte weltweit 4,3 Millionen US-Dollar ein, davon 1,2 Millionen US-Dollar alleine in Japan und 2,5 Millionen US-Dollar in China.
Auf Rotten Tomatoes wird der Film mit 100 % Zustimmung aus 25 Kritiken geführt, von über 350 Nutzern erhielt der Film 84 % an Zustimmung. Auf Metacritic zeigt sich ein Ergebnis von 72 von 100 Punkten aus acht Kritiken, was einem allgemeinen Zuspruch entspricht. Bei der Filmdatenbank IMDb erreichte der Film eine Bewertung von 7,4 von 10, basierend auf fast 8.500 Nutzer-Bewertungen. Auf MyAnimeList hält der Film eine Durchschnittsbewertung von 8,50 basierend auf über 43.000 Nutzerbewertungen.
Der Anime-Film war einer der Preisträger der 5th Anime Trending Awards und wurde als „Anime-Film des Jahres“ ausgezeichnet.